# Hammond (villa)
Hammond es una villa ubicada en el condado de St. Lawrence en el estado estadounidense de Nueva York. En el año 2000 tenía una población de 302 habitantes y una densidad poblacional de 199 personas por km².

## Geografía
Hammond se encuentra ubicada en las coordenadas 44°26′53″N 75°41′36″O / 44.44806, -75.69333.

## Demografía
Según la Oficina del Censo en 2000 los ingresos medios por hogar en la localidad eran de $22,159, y los ingresos medios por familia eran $25,313. Los hombres tenían unos ingresos medios de $35,625 frente a los $23,750 para las mujeres. La renta per cápita para la localidad era de $12,399. Alrededor del 15% de la población estaban por debajo del umbral de pobreza.